# Stresemannia bougainvillei
Stresemannia bougainvillei е вид птица от семейство Meliphagidae, единствен представител на род Stresemannia.

## Разпространение
Видът е разпространен в Папуа Нова Гвинея.